# Svartfolk (rollspelsprodukt)
Svartfolk var det första tillbehör som gavs ut till 1991 års utgåva av rollspelet Drakar och Demoner och är en kampanjmodul med omfattande beskrivningar av Ereb Altors olika svartfolksstammar.
Omslaget pryds av Angus McKies "Siege".